# فرودگاه جین ماری ریور
فرودگاه جین ماری ریور (به انگلیسی: Jean Marie River Airport) یک فرودگاه همگانی است که یک باند فرود شن و رس دارد و طول باند آن ۷۶۶ متر است. این فرودگاه در کشور کانادا قرار دارد و در ارتفاع ۱۳۹ متری از سطح دریا واقع شده‌است.